# Леки крайцери тип „Даная“
Даная (на английски: Danae) са тип британски леки крайцери на Британския Кралски флот, от времето на Първата световна война. Всичко от проекта са заложени 14 единици, от които 8 влизат в строй: „Даная“ (на английски: HMS Danae (1916)), „Донтлес“ (на английски: HMS Dauntless (1918)), „Драгън“ (на английски: HMS Dragon (1917)) влизат в строя през 1918 г. 5 единици са дострони след Първата световна война. „Делхи“ (на английски: HMS Delhi (1918)), „Диспач“ (на английски: HMS Despatch (1919)), „Дайомед“ (на английски: HMS Diomede (1919)), „Дънедин“ (на английски: HMS Dunedin) и „Дърбан“ (на английски: HMS Durban (1919)). Още четири кораба не са завършени. Развитие на 3-та серия крайцери от типа „C“ – „Каледон“. Тяхна усъвършенствана версия са крайцерите от типа – „Емералд“.

## Конструкция
Крайцерите са двукоминни и двумачтови кораби с крайцерски тип кърма и полубакова конструкция на корпуса. Трите единици на първата серия имат нормален гладък полубак и наклонен форщевен, последващите получават носова оконечност т.нар. „траулерен тип“ (палубата на полубака на корабите придобива седловат подем, полегато издигащ се от баковото оръдие „А“ към форщевена). Това води до намаляване на заливането на полубака на висока скорост и на вълнение.

### Брониране
Дебелината на бронирания двуслоен пояс в района на машинно-котелното отделение (МКО) е 76,2 mm (50,8+25,4 mm), после към краищата, погребите за боеприпаси и горивните цистерни се защитават от плочи с дебелина 57,15 mm (38,1+19,05 mm), в кърмата дебелината на пояса се снижава до 50,8 mm (38,1+12,7 mm) и в носа до 38,1 mm (25,4+12,7 mm). Долната бронирана палуба с дебелина 25,4 mm се простира само над кърмовото рулевото отделение, прикривайки рулевата машина, а в същото време горната, имаща същата дебелина, прикрива машинните, котелните отделения и оръдейните погреби. Носовата надстройка не е бронирана. На крайцерите за пръв път е използвана концепцията за локалното профилно (кутийно) брониране, заключаваща се в концентрация на допълнително брониране около най-жизненоважните места, даваща икономия в тегло. Погребите за боезапаса са заключени в 12,7 mm кутия с 25,4 mm покрив.

## Служба
„Даная“ – заложен: 11 декември 1916 г., спуснат: 26 януари 1918 г., влиза в строй през юни 1918 г.
„Донтлес“ – заложен: 3 януари 1917 г., спуснат: 10 април 1918 г., влиза в строй през ноември 1918 г.
„Драгън“ – заложен: януари 1917 г., спуснат: 29 декември 1917 г., влиза в строй през август 1918 г.
„Делхи“ – заложен: 29 октомври 1917 г., спуснат: 23 август 1918 г., влиза в строй през юни 1919 г.
„Диспач“ – заложен: 8 юли 1918 г., спуснат: 24 октомври 1919 г., влиза в строй през юни 1922 г.
„Дайомед“ – заложен: 3 юни 1918 г., спуснат: 24 април 1919 г., влиза в строй през октомври 1922 г.
„Дънедин“ – заложен: 5 ноември 1917 г., спуснат: 19 ноември 1918 г., влиза в строй през октомври 1922 г.
„Дърбан“ – заложен: 22 юни 1918 г., спуснат: 29 май 1919 г., влиза в строй през октомври 1921 г.

## Коментари
1. ↑  Всички данни се привеждат към момента на влизане в строй.